# Евкодимов, Руслан Леонтьевич
Руслан Леонтьевич Евкодимов (род. 4 декабря 1977, Шуя, Ивановская область, РСФСР, СССР) — российский военачальник, гвардии генерал-майор (2024), командир 98-й гвардейской воздушно-десантной дивизии.

## Биография
Родился в г. Шуя 4 декабря 1977 года.
В 1996 году поступил в Рязанское высшее воздушно-десантное командное дважды Краснознамённое училище имени генерала армии В. Ф. Маргелова. В 2001 году окончил училище.
После окончания училища был распределён в 217-й гвардейский парашютно-десантный Ивановский ордена Кутузова полк 98-й гвардейской воздушно-десантной Свирской Краснознамённой, ордена Кутузова дивизии имени 70-летия Великого Октября.
Находился на должности командира батальона в 31-й отдельной гвардейской десантно-штурмовой ордена Кутузова бригаде.
В 2010 году окончил Общевойсковую орденов Жукова, Ленина и Октябрьской Революции, Краснознамённую, орденов Суворова академию имени Вооружённых Сил РФ.
Находился на должности начальника штаба 242-го учебного центра подготовки младших специалистов Воздушно-десантных войск.
В 2015 году назначен на должность командира 11-й отдельной гвардейской десантно-штурмовой бригады.
Принимал участие в военной операции России в Сирийской Арабской Республике.
В 2020 году поступил в Военную ордена Ленина, Краснознамённую, орденов Суворова и Кутузова академию Генерального штаба Вооружённых сил Российской Федерации. В 2021 году окончил её.
В 2021 году был назначен на должность начальника Рязанского гвардейского высшего воздушно-десантного ордена Суворова дважды Краснознамённого командного училища имени генерала армии В. Ф. Маргелова.
9 мая 2021 года принимал участие в параде на Красной площади, посвящённом 76-й годовщине Победы в Великой Отечественной войне.

## Награды
- Орден За военные заслуги
- Медаль ордена За заслуги перед Отечеством 1 степени с мечами
- Медаль ордена За заслуги перед Отечеством 2 степени с мечами
- Медаль За боевые отличия
- Медаль За воинскую доблесть 1 степени
- Медаль За воинскую доблесть 2 степени
- Медаль За укрепление боевого содружества
- Медаль За отличие в военной службе 1 степени
- Медаль За отличие в военной службе 2 степени
- Медаль За отличие в военной службе 3 степени
- Медаль 200 лет Министерству обороны
- Медаль За участие в военном параде в День Победы
- Медаль За участие в военном параде в ознаменования 70-летия Победы в Великой Отечественной войне 1941—1945 гг.
- Медаль Генерал армии Маргелов
- Медаль Участнику военной операции в Сирии
- Медаль За ратную доблесть
- Медаль 90 лет РВВДКУ им. Генерал армии В. Ф. Маргелова
- Медаль Боевое содружество (Сирия)